# Hernán Silva
Hernan Alberto Silva (Buenos Aires, Argentina, 26 de mayo de 1986) es un exfutbolista argentino que jugaba de defensa.

## Clubes
| Club                 | País      | Año         |
| -------------------- | --------- | ----------- |
| Sarmiento de Junín   | Argentina | 2006 - 2008 |
| Unión San Felipe     | Chile     | 2009        |
| Olmedo               | Ecuador   | 2010        |
| San Luis de Quillota | Chile     | 2010        |
| San Marcos de Arica  | Chile     | 2011        |

## Palmarés

### Campeonatos nacionales
| Título             | Club             | País  | Año  |
| ------------------ | ---------------- | ----- | ---- |
| Torneo de Apertura | Unión San Felipe | Chile | 2009 |
| Primera B          | Unión San Felipe | Chile | 2009 |
| Copa Chile         | Unión San Felipe | Chile | 2009 |